# Alan Konheim
Alan G. Konheim (* 1934; † 5. Juli 2019) war ein US-amerikanischer Informatiker und Kryptologe.
Konheim studierte Elektrotechnik (Bachelor-Abschluss 1955) und Mathematik (Master-Abschluss 1957) am Polytechnic Institute of Brooklyn. 1960 wurde er an der Cornell University in Mathematik promoviert. 1960 bis 1982 war er in der Abteilung Mathematik des Thomas J. Watson Research Center von IBM. Er gehörte zur Gruppe um Horst Feistel, die den Data Encryption Standard in den 1970er Jahren entwickelte.
1962 war er Gastwissenschaftler am Caltech, 1966 an der Universität Heidelberg (als Fulbright Scholar) und 1972 Gastdozent am Technion. Von 1982 bis zu seiner Emeritierung im Jahr 2005 war er Professor für Informatik an der University of California, Santa Barbara. Dort entwickelte er früh Undergraduate-Kurse in Kryptographie. Er unterrichtete auch an der Yeshiva University (Balfour School of Science), dem City College of New York und am Courant Institute der New York University.
Neben Kryptographie befasste er sich anfangs mit frühen Neuronalen Netzwerkmodellen (Perceptron), Hash-Techniken und Computerkommunikation. Er arbeitete auch mit Roy Adler über Dynamische Systeme.
Konheim hatte eine Ruf als Hobby-Koch.

## Schriften
- Cryptography. A primer, Wiley 1981
- Computer security and cryptography, Wiley 2007
- Hashing in computer science. Fifty years of slicing and dicing, Wiley 2010